# 小行星17893
小行星17893（17893 Arlot）是一颗绕太阳运转的小行星，为主小行星带小行星。该小行星于1999年3月17日发现。

## 轨道参数
小行星17893的轨道半长轴为2.2708399 UA，离心率为0.164。